# Крейг (округ, Вірджинія)
Шаблон:StateAbbr_ 37°29′ пн. ш. 80°13′ зх. д. / 37.49° пн. ш. 80.22° зх. д.
Округ Крейг (англ. Craig County) — округ (графство) у штаті Вірджинія, США. Ідентифікатор округу 51045.

## Історія
Округ утворений 1851 року.

## Демографія
За даними перепису 2000 року загальне населення округу становило 5091 осіб, усе сільське. Серед мешканців округу чоловіків було 2588, а жінок — 2503. В окрузі було 2060 домогосподарств, 1507 родин, які мешкали в 2554 будинках. Середній розмір родини становив 2,88.
Віковий розподіл населення поданий у таблиці:
| Стать    | До 15 років | 15-21 | 22-29 | 30-39 | 40-49 | 50-65 | 65-85 | Понад 85 |
| -------- | ----------- | ----- | ----- | ----- | ----- | ----- | ----- | -------- |
| Чоловіки | 507         | 229   | 220   | 405   | 427   | 501   | 279   | 20       |
| Жінки    | 488         | 173   | 195   | 370   | 410   | 475   | 338   | 54       |

## Суміжні округи
- Аллегені — північ
- Ботаторт — схід
- Роаноук — південний схід
- Монтгомері — південь
- Джайлс — південний захід
- Монро, Західна Вірджинія — захід

## Виноски
1. ↑  U.S. Decennial Census. United States Census Bureau. Архів оригіналу за 26 квітня 2015. Процитовано 1 січня 2014.
2. ↑  Historical Census Browser. University of Virginia Library. Архів оригіналу за 11 серпня 2012. Процитовано 1 січня 2014.
3. ↑  Population of Counties by Decennial Census: 1900 to 1990. United States Census Bureau. Архів оригіналу за 15 грудня 2013. Процитовано 1 січня 2014.
4. ↑  Census 2000 PHC-T-4. Ranking Tables for Counties: 1990 and 2000 (PDF). United States Census Bureau. Архів оригіналу (PDF) за 18 грудня 2014. Процитовано 1 січня 2014.
5. ↑  State & County QuickFacts. United States Census Bureau. Архів оригіналу за 7 червня 2011. Процитовано 1 січня 2014.(англ.) Наведено за англійською вікіпедією.
6. ↑  American FactFinder. Бюро перепису населення США. Архів оригіналу за 29 липня 2011. Процитовано 31 січня 2008.

| США | Це незавершена стаття з географії США. Ви можете допомогти проєкту, виправивши або дописавши її. |